# 刘津茹
刘津茹（2000年10月13日—），河南新乡人，中国女子体操运动员，跳马和自由操为其强项。2012年12月进入中国国家女子体操队。2014年10月28日至11月4日在上海国际体操中心举行的2014年全国体操冠军赛上，代表河南队参赛的刘津茹获得女子自由操和跳马两项冠军。在2015年第一届全国青年运动会她获得跳马金牌。2016年10月在国际体操联合会世界杯匈牙利站比赛上，刘津茹获得女子跳马冠军（两跳平均分14.367分）和自由操第八名，成为河南省体操女队历史上的第一个国际比赛冠军，而中国体操队共获得四金三银。
2017年5月20日，在泰国曼谷举办的2017年亚洲体操锦标赛上，刘津茹继前一天和队友一起夺得女子团体金牌之后，又夺得跳马金牌，成为首位获得体操洲际大赛个人单项金牌的河南选手。